# Guettara
Guettara è un comune dell'Algeria, situato nella provincia di Djelfa.